# Magdyno
Magdyno – szczególny rodzaj urządzenia stosowany w spalinowych silnikach tłokowych. Jest połączeniem iskrownika i prądnicy.

## Sposób działania
W magdynie dynamo jest zamontowane nad magnesem i jest napędzane przez przekładnie z wału napędowego magnesu.

## Historia

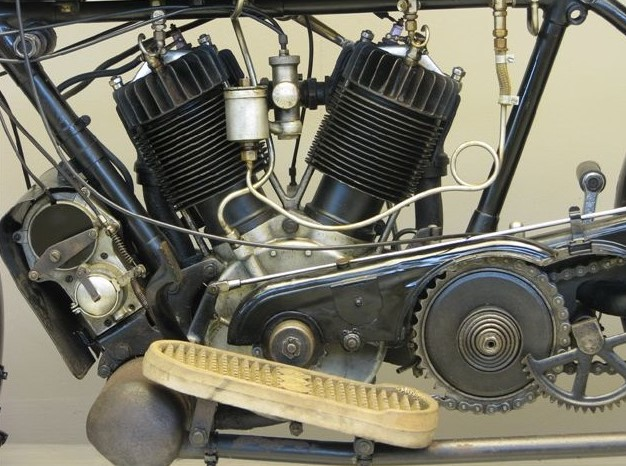
Magdyno – urządzenie widoczne z lewej strony, umieszczone w wyprodukowanym w 1924 roku silniku V2 motocykla AJS Model D1

Oryginalnie nazwa odnosiła się do urządzenia produkowanego w przedsiębiorstwie Lucas Industries. Przedsiębiorstwo, pod oryginalną nazwą „Joseph Lucas & Son” zostało założone w Birmingham przez Josepha Lucasa wraz z synem Harrym Lucasem w 1872 roku. Przedsiębiorstwo zajmowało się produkcją metalowych wyrobów prasowanych, w tym lamp okrętowych, karoseryjnych i powozowych. Później firma rozwinęła produkcję lamp olejowych, dzwonków i innych elementów dostarczanych do rozwijającego się przemysłu rowerowego, który koncentrował się głównie w zachodniej części regionu Midlands. Za sumę 9000 funtów w 1914 roku firma przejęła przedsiębiorstwo Thomson-Bennet produkujące magnesy, a w asortymencie Lucas Industries pojawiły się m.in. rozruszniki i dynama. Produkcja magdyn rozpoczęła się na początku lat 20. XX wieku.
W późniejszym czasie, inne przedsiębiorstwa zaczęły korzystać z tej nazwy dla własnych hybryd iskrowników i prądnic (dynam). Wcześniej przedsiębiorstwo British Thomson-Houston nazywało swoje urządzenia określeniem „dyno-mag”, a firma Morris Lister produkowała części o nazwie „ML Maglita”.